# Liste du patrimoine mondial à Malte
Cet article recense les sites inscrits au patrimoine mondial à Malte.

## Statistiques
Malte accepte la Convention pour la protection du patrimoine mondial, culturel et naturel le 14 novembre 1978. Les premiers sites protégés sont inscrits en 1980.
En 2013, Malte compte 3 sites inscrits au patrimoine mondial culturel. 
Le pays a également soumis 7 sites à la liste indicative, 5 culturels et 2 naturels.

## Listes

### Patrimoine mondial
Les sites suivants sont inscrits au patrimoine mondial.
| Site                           | Ville                                   | Type                | Date | Superficie (ha) | Lien | Notes                                                                              | Coordonnées                       | Illus. |
| ------------------------------ | --------------------------------------- | ------------------- | ---- | --------------- | ---- | ---------------------------------------------------------------------------------- | --------------------------------- | ------ |
| Hypogée de Hal Safliéni        | Paola                                   | Culturel, (iii)     | 1980 | 0,13            | 130  |                                                                                    | 35° 52′ 16″ nord, 14° 30′ 25″ est |        |
| Temples mégalithiques de Malte | Mġarr, Qrendi, Tarxien, Xagħra, Żebbieħ | Culturel, (iv)      | 1980 |                 | 132  | Comprend les sites de Ġgantija, Ħaġar Qim, Mnajdra, Skorba, Ta' Ħaġrat et Tarxien. | 36° 02′ 56″ nord, 14° 16′ 08″ est |        |
| Ville de La Valette            | La Valette                              | Culturel, (i), (vi) | 1980 | 56              | 131  |                                                                                    | 35° 54′ 04″ nord, 14° 30′ 50″ est |        |

### Liste indicative
Les sites suivants sont inscrits sur la liste indicative.
| Site                                                    | Ville                                                            | Type                             | Date | Superficie (ha) | Lien | Notes | Coordonnées                       | Illus. |
| ------------------------------------------------------- | ---------------------------------------------------------------- | -------------------------------- | ---- | --------------- | ---- | ----- | --------------------------------- | ------ |
| Citadelle de Gozo                                       | Rabat                                                            | Culturel (ii), (iii), (iv), (v)  | 1998 |                 | 981  |       | 36° 02′ 46″ nord, 14° 14′ 20″ est |        |
| Complexes des catacombes maltaises                      |                                                                  | Culturel (i), (ii), (iii)        | 1998 |                 | 1113 |       | 35° 52′ 52″ nord, 14° 23′ 51″ est |        |
| Fortifications des chevaliers autour des ports de Malte | La Valette, Furjana, Birgu, Isla, Bormla, Kalkara, Sliema, Gżira | Culturel (i), (ii), (iv)         | 1998 |                 | 982  |       | 35° 53′ 33″ nord, 14° 31′ 04″ est |        |
| Mdina (Citta' Vecchia)                                  | Mdina                                                            | Culturel (i), (ii), (iii)        | 1998 |                 | 983  |       | 35° 53′ 10″ nord, 14° 24′ 11″ est |        |
| Les lignes de Victoria                                  | Għargħur, Mġarr, Mosta, Naxxar, Rabat                            | Culturel (i), (ii), (iii)        | 1998 |                 | 1114 |       | 35° 55′ 55″ nord, 14° 27′ 14″ est |        |
| Falaises côtières                                       |                                                                  | Naturel                          | 1998 |                 | 979  |       | 36° 00′ 42″ nord, 14° 15′ 41″ est |        |
| Qawra/Dwejra                                            | San Lawrenz                                                      | Naturel (vii), (viii), (ix), (x) | 1998 |                 | 980  |       | 36° 03′ 12″ nord, 14° 11′ 21″ est |        |

### Articlesz connexes
- Patrimoine mondial
- Culture maltaise